# Elizaveta Michajlovna Kutuzova
Elizaveta Michajlovna Chitrovo nata Kutuzova (in russo Елизавета Михайловна Хитрово?; 19 settembre 1783 – 3 maggio 1839) è stata una nobildonna russa.

## Biografia
Elizaveta era la figlia di Michail Illarionovič Kutuzov, e di sua moglie, Ekaterina Ilinična Bibikova. Ricevette la tipica educazione domestica per le giovani donne del suo tempo. Dal dicembre 1798 divenne damigella d'onore alla corte.

## Matrimoni

### Primo matrimonio
Sposò, il 6 giugno 1802, l'aiutante di campo di suo padre Ferdinand von Tiesenhausen (15 agosto 1782-4 dicembre 1805). Il matrimonio venne celebrato nella chiesa del palazzo di Pavlovsk alla presenza dell'imperatrice vedova Maria Feodorovna di cui Elizaveta era la damigella d'onore. La coppia ebbe due figlie: 
- Ekaterina Fëdorovna Tiesenhausen (1803-1888);
- Dar'ja Fëdorovna Tiesenhausen (1804-1863), sposò Karl Ludwig von Ficquelmont.

Il matrimonio non fu lungo: il 2 dicembre 1805, nella battaglia di Austerlitz, dopo aver sollevato i soldati all'attacco, Ferdinand von Tiesenhausen fu gravemente ferito, catturato e morì pochi giorni dopo. Elizaveta Michajlovna rimase molto turbata dalla sconfitta.

### Secondo matrimonio
Nell'agosto 1811 Elizaveta sposò il generale Nikolaj Fëdorovič Chitrovo (1771-1819), inviato alla corte del Granduca di Toscana a Firenze a partire dal 1815. Elizaveta Michajlovna e le sue figlie andarono con suo marito.
A causa dello stile di vita sfarzoso di suo marito, che indulgeva in spese eccessive ed era dedito al collezionismo di vasi antichi e gemme, a partire dal 1817 la coppia cadde in disgrazia. La sua carica venne abolita, tanto che fu costretto a rimanere a Firenze per ricevere una pensione. Vendette tutto e pagò i suoi creditori. Anche il secondo matrimonio di Elizaveta fu breve: il 19 maggio 1819, Nikolaj, che non godeva di buona salute, morì. Elizaveta Michajlovna visse ancora a Firenze, ma nel 1820 fece un viaggio a Napoli con le sue figlie e, successivamente, un viaggio in Europa centrale. Tra gli amici personali della famiglia Chitrovo c'erano il re prussiano Federico Guglielmo III, il futuro re belga Leopoldo e molti altri membri delle case sovrane europee.
In seguito ritornò a San Pietroburgo dove il suo salotto divenne il centro culturale della capitale. Vi hanno partecipato Puškin, Žukovskij e Vjazemskij.

## Morte
Elizaveta morì il 3 maggio 1839 e fu sepolta nell'Alexander Nevsky Lavra.